# Duvan López
Duvan López (Quimbaya, 1954) es un artista pintor y escultor colombiano conocido por su intervención artística en la Capilla de Sant Martí de Capellada en Besalú. Su obra más conocida "la Silla por la Paz" se realizó en 2013 y en 2017 fue elegida como el nuevo emblema de la Schengen Peace Foundation.

## Reseña biográfica

### Infancia
Duvan López nació en 1954 en Quimbaya (Colombia) donde inició su trayectoria artística y donde en 1987 recibió el Primer Premio del "Salón Regional de Artistas". 

### Vida adulta
En 1993 emprendió un periodo de viajes cuyo fruto fueron exposiciones en ciudades como Nueva York, París y Barcelona. En 1998 fijó su residencia en Barcelona. 10 años después, en 2008, instaló su casa taller en un pueblo medieval de Gerona, Besalú donde reside actualmente.
En el año 2019, en el marco de programa “Colombianos Estrella” fue condecorado por el congresista Juan David Vélez por su aportación en el ámbito cultural, artístico y deportivo.

### Primeros trabajos
Pintó su primera obra los 4 años de edad. En 1987 ganó el Primer Premio del "Salón Regional de Artistas" en Quindío. La primera exposición de sus obras fuera de Colombia tuvo lugar en 1993, en Gallery Bachue en Nueva York.

### Etapa segunda
Las obras resaltadas en el periodo posterior son tanto pinturas, esculturas, instalaciones artísticas como el arte digital. 

## Obra
A continuación se detallan las obras más destacadas del artista:
- Intervención artística en la Capilla de Sant Martí de Capellada (diferentes formatos,2016)
- Serie Calidoscopios (Serie de pinturas,2014)
- Silla por la paz (Escultura,2013)
- Avatar (Escultura,1998)

## Producción del artista
El artista se caracteriza por el uso del color, la ruptura con la visión de la perspectiva única, el simbolismo y el uso de los efectos ópticos.
Sus obras forman parte de las colecciones Llinas (Nueva York), Fundació Vila Casas (Barcelona), Werner Joung (Colonia)o Casa de las Américas (La Habana) y se exponen, entre otros, en los museos Museo de Arte Contemporáneo (Bogotá), MAQUI-Museo de Arte de Armenia y del Quindío (Colombia), Museo Comarcal y Ayuntamiento de Mataró (Mataró). 